# Фундація (роман)
«Фунда́ція» — науково-фантастичний роман американського письменника Айзека Азімова, перша частина трилогії «Фундація», котра згодом була розширена додатковими романами. Роман «Фундація» складається із п'яти оповідань, котрі утворюють один суцільний сюжет. Вперше опублікований цілком у «Gnome Press».

## Сюжет

### Психоісторики
Молодий математик Гаал Дорнік (англ. Gaal Dornick) прибуває на планету-місто Трантор, столицю Галактичної Імперії з метою приєднатися до проєкту, раніше започаткованого великим психоісториком Гарі Селдоном. Колись, використовуючи математичні основи психоісторії, Селдон довів майбутнє падіння Трантора внаслідок «інерції» суспільства, що обрало шлях все більшої спеціалізації Трантора. Це відкриття стає підставою до арешту групи науковців, котрих підозрюють в спробі перевороту, з наказу Комісії Громадської безпеки. На допитах Селдон розкриває ще більш глибинні передбачення та прогнозує занепад та повне нищення Імперії, котра на той час існувала 12000 років. Він додає, що послідує 30000-річний період космічного варварства. Для пом'якшення наслідків та зменшення часу анархії Селдон пропонує створити Галактичну енциклопедію, котра акумулювала б у собі людські знання і будучи загальнопоширеною утримала б високий рівень науково-технічного розвитку. Після закінчення доповіді Селдона голова Комісії Громадської безпеки Лінь Чен, справжній володар Імперії, пропонує науковцю протягом 6-и місяців з прихильниками переміститися в добровільне вигнання на безлюдну планету Термінус. Проте підготовка до добровільного вигнання почалася набагато раніше, оскільки центр Селдона ретельно проаналізував особу Чена за допомогою психоісторичних рівнянь.

### Енциклопедисти
Описуються події через 50 років після переселення на Термінус 100 000 прихильників Селдона. Планетою керують вчені із Фундації Енциклопедії, яким байдуже усе, що не стосується енциклопедичних занять. Тим часом уся область Периферії відколюється від Імперії, планетарні намісники проголошують себе королями. Анакреон, сусіднє з Термінусом королівство, оголошує ультиматум та намагається анексувати планету енциклопедистів. Тим часом посол Імператора лорд Дорфман, що прибув на Термінус, обмежується лише незначущими висловлюваннями. Після оцінки становища мер Термінуса Салвор Хардін (англ. Salvor Hardin) позбавляє енциклопедистів влади.
Свого часу з наказу Селдона на Термінусі було встановлено Сховище — зала зі скляним кубом, в якому через певні вираховані проміжки часу з'являються записи Селдона, пов'язані з певною кризою. При першій появі в Залі, запис Селдона сповіщає, що енциклопедія є обманом та ширмою і розкриває свій задум — поселення на Термінусі та подібне йому на другому кінці Галактики повинні стати основою для постання Другої Імперії, скоротивши часи варварства до тисячі років. Погрози з боку Анакреона є кризою, яку поселення на Термінусі має подолати.

### Міські голови
Хардін відвідує інших правителів королівств Периферії, котрі разом виносять ультиматум Анакреону та примушують відтермінувати плани окупації Термінуса, на якому розміщені об'єкти атомної енергетики та новітні технології виробництва. Через 30 років амбіційний регент Анакреону Вієніс збирає космічний флот та відсилає його на захоплення Термінуса. Фундація надає королівствам Периферії науково-технічну допомогу під виглядом релігійного культу «Галактичного Духу» з пророком Гарі Селдоном. Жерці Галактичного Духу, котрі управляють технікою, довезеною з Термінусу, встигають здійснити упереджувальний удар. Голова церкви проклинає владу Анакреону, після чого на всій планеті, внаслідок закладеної до встановлених там машин програм, зникає електрика, водопостачання та опалення. По цьому головний жрець ескадри проклинає флагманський корабель. Космічне судно поринає в пітьму, команда переходить на бік Термінуса та оголошує ультиматум королю Анакреона. У безвиході Вієніс накладає на себе руки.

### Торгівці
Термінус у все більших кількостях постачає високотехнологічні товари, які торгівці реалізують по всій Периферії. 130-го року ери Фундації торгівець Лімар Поніетс поспішає на допомогу колезі, агенту Фундації Аскелю Горову, якого мають стратити на планеті Асконь. Поніетсу вдається переконати Великого Магістра планети відпустити Горова — у обмін на золото, вироблене за допомогою апарата-аналога «філософського каменю», що виробляє дорогоцінний метал із заліза. Опісля Поніетс збуває апарат впливовому раднику Ферлу, котрий із задоволенням починає виробляти золото, таке необхідне йому для перемоги на майбутніх виборах. Попередньо до апарата було вмонтовано камеру, за допомогою відеозапису Поніетс шантажує Ферла та змушує придбати усі товари, що знаходяться на борту корабля. З часом планета Аскон переходить під контроль Фундації.

### Торгівельні королі
До 155-го року ери Фундації королівства Периферії були приєднані до Фундації Торговою конвенцією, що посилювала позиції культу «Галактичного Духу».
На планеті Корелл зникають 3 добре озброєних кораблі Фундації. Секретар міського голови Джорейн Сатта підозрює зраду і відправляє в розвідку торгівця Хобера Меллоу. Справжньою метою Сатта є перебирання контролю над торговцями, а по тому і над Церквою Галактичного Духу — за допомогою якої Фундація поступово перебирає керування над планетами.
Після прибуття на Корелл Меллоу видає натовпу місіонера Джорда Парму, котрий переховувався на його кораблі, після цього Командор планети вдостоює його аудієнції та демонструє зразки виробів, обіцяючи величезні прибутки. Меллоу помічає на озброєнні у охоронців Командора бластери та розуміє, що в Периферію почала проникнення досі ціла Імперія. Після цього Меллоу здійснює розвідувальний політ на планету-столицю сектора Сівенну, де збирає дані за допомогою старого патриція Онума Бара. Він дізнається, що віце-король сектора видав дочку за Командора та збирається за допомогою зятя і подарованих кораблів створити власну імперію в Периферії.
Після підтвердження інформації про те, що Імперія втратила здатність будувати та ремонтувати атомні генератори, Меллоу повертається на Термінус, після чого продовжує успішну торгівлю з планетою Корелл, роблячи її залежною від технологій атомної енергетики Фундації. Сатта пропонує йому разом з торгівлею насаджувати релігію Галактичного Духу, після відмови Меллоу, мер Сатта розпочинає проти нього судовий процес. На процесі Меллоу доводить, що Джорд Парма був агентом кореліанської таємної поліції. На хвилі підтримки після процесу Меллоу обирають мером. Невдовзі по цьому Корелл починає війну з Термінусом, однак через 3 роки капітулює, не витримавши наслідків припинення торгівлі.

## Переклади українською
- Айзек Азімов. Фундація / Переклад з англійської: Р. В. Клочко. — Х. : КСД, 2017. — 224 с. — (серія «Фундація» № 1). — ISBN 978-617-12-3356-0.